# Reconquête
Reconquête is een Franse extreemrechtse politieke partij. Vanaf april 2021 werd er voorbereid om het op te richten om de kandidatuur van Éric Zemmour voor de presidentsverkiezingen van 2022 te steunen. De partij kreeg haar huidige naam op 5 december van datzelfde jaar, toen Zemmour zijn kandidatuur officieel maakte en het voorzitterschap op zich nam.
De partij kon vervolgens rekenen op de steun van extreemrechtse verkozenen, met name van het Rassemblement national en de Mouvance identitaire, en, in mindere mate, van rechtse verkozenen, met name van de Républicains, en claimde in februari 2022 meer dan 100.000 leden.

## Ideologie
Éric Zemmour vormde de partij op basis van zijn politieke standpunten. De ideologieën zijn uiterst rechts georiënteerd, met verzet tegen immigratie, de islam en de vrijmetselarij. Bij de oprichtingsbijeenkomst beloofde Zemmour de immigratie tot bijna nul te reduceren, asielzoekers en illegale immigranten het land uit te zetten, en Frankrijk uit de NAVO terug te trekken.

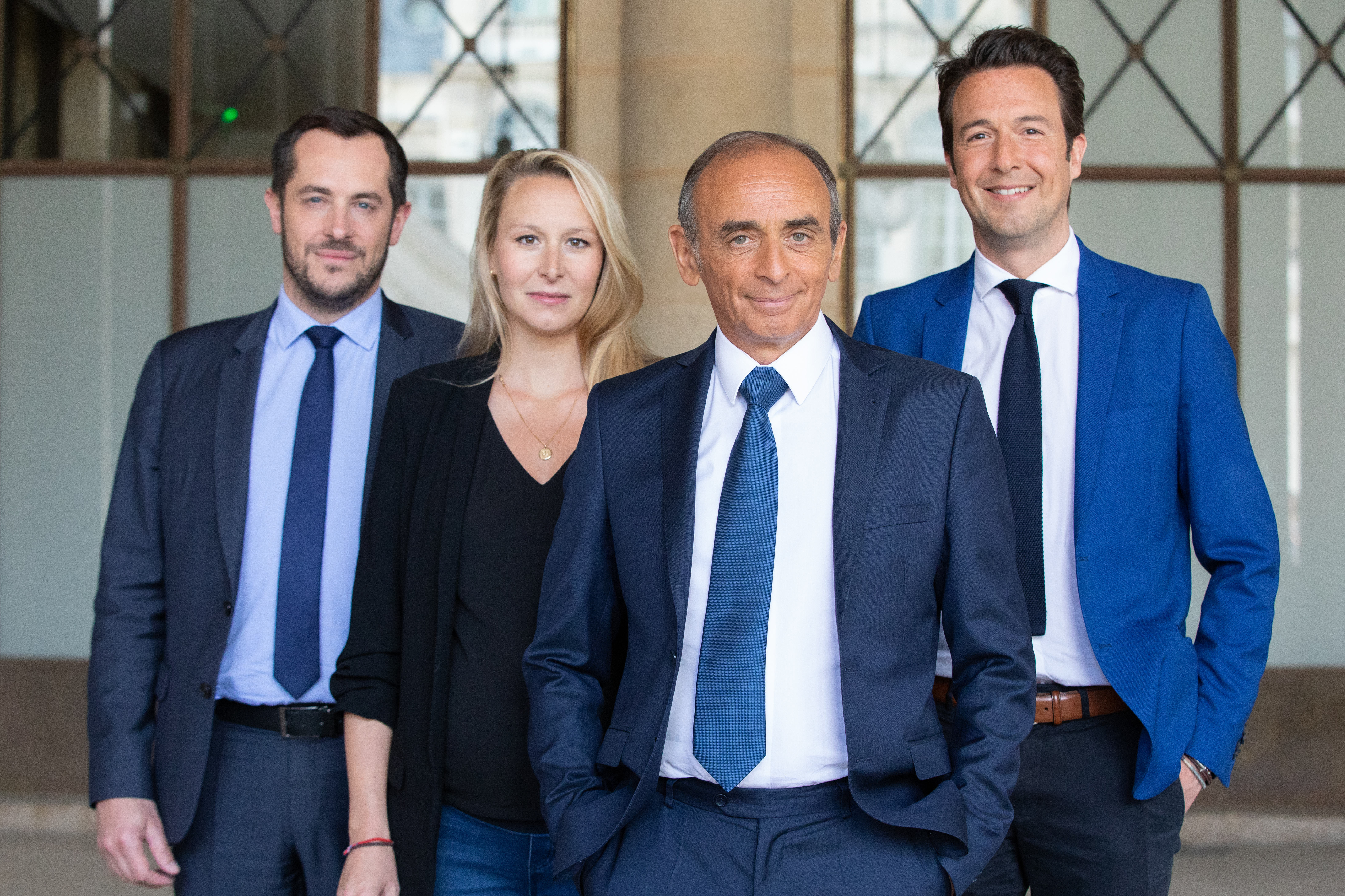
Van links naar rechts: Nicolas Bay, Marion Maréchal, partijvoorzitter Éric Zemmour en Guillaume Peltier, april 2022